# Opisthotropis
Opisthotropis is een geslacht van slangen uit de familie toornslangachtigen en de onderfamilie waterslangen (Natricinae).

## Naam en indeling
De wetenschappelijke naam van de groep werd voor het eerst voorgesteld door Albert Günther in 1872. Er zijn 25 soorten inclusief de pas in 2020 beschreven soort Opisthotropis hungtai.

## Uiterlijke kenmerken
De lichaamslengte varieert van ongeveer 50 centimeter tot ongeveer een meter. De kop is moeilijk van het lichaam te onderscheiden door het ontbreken van een duidelijke insnoering. Veel soorten hebben een bruine tot zwarte kleur en hebben geen tekening of soms vlekken en strepen zoals voorkomt bij Opisthotropis cheni.

## Levenswijze
De vrouwtjes zetten eieren af, het aantal verschilt per soort. Bij de soort Opisthotropis lateralis worden per legsel vier tot vijf eieren afgezet. Op het menu staan voornamelijk ongewervelden en kleine waterdieren, zoals regenwormen, kikkervisjes, zoetwatergarnalen, vissen en kikkers en padden.

## Verspreiding en habitat
Alle soorten komen voor in delen van Azië en leven in de landen Filipijnen, Indonesië, Brunei, Maleisië, Vietnam, China, Thailand, Laos en Japan.
De habitat bestaat uit vochtige tropische en subtropische bossen, zowel in laaglanden als in bergstreken, verschillende typen draslanden en scrublands. Ook in door de mens aangepaste streken zoals akkers, weilanden en in door de mens aangelegde watersystemen kunnen de dieren worden aangetroffen.

## Beschermingsstatus
Door de internationale natuurbeschermingsorganisatie IUCN is aan zeventien soorten een beschermingsstatus toegewezen. Zes soorten worden beschouwd als 'veilig' (Least Concern of LC), zes soorten als 'onzeker' (Data Deficient of DD) en drie soorten als 'gevoelig' (Near Threatened of NT). Eemn soortb wordt gezien als 'bedreigd' (Endangered of EN) en de soort Opisthotropis kikuzatoi ten slotte staat te boek als 'ernstig bedreigd' (Critically Endangered of CR).

## Soorten
Het geslacht omvat de volgende soorten, met de auteur en het verspreidingsgebied.
| Naam                        | Auteur                                                        | Verspreidingsgebied                     |
| --------------------------- | ------------------------------------------------------------- | --------------------------------------- |
| Opisthotropis alcalai       | Brown & Leviton, 1961                                         | Filipijnen                              |
| Opisthotropis andersonii    | Boulenger, 1888                                               | China, Vietnam                          |
| Opisthotropis atra          | Günther, 1872                                                 | Onbekend                                |
| Opisthotropis cheni         | Zhao, 1999                                                    | China                                   |
| Opisthotropis cucae         | David, Cuong The Pham, Truong Quang Nguyen & Ziegler, 2011    | Vietnam                                 |
| Opisthotropis daovantieni   | Orlov, Darevsky & Murphy, 1998                                | Vietnam                                 |
| Opisthotropis durandi       | Teynié, Lottier, David, Nguyen & Vogel, 2014                  | Laos, mogelijk in Thailand              |
| Opisthotropis guangxiensis  | Zhao, Jiang & Huang, 1978                                     | China                                   |
| Opisthotropis haihaensis    | Ziegler, Pham, Nguyen, Nguyen, Wang, Wang, Stuart, & Le, 2019 | Vietnam, China                          |
| Opisthotropis hungtai       | Wang, Lyu, Zeng, Lin, Yang, Nguyen, Le, Ziegler & Wang, 2020  | China                                   |
| Opisthotropis jacobi        | Angel & Bourret, 1933                                         | Vietnam, China                          |
| Opisthotropis kikuzatoi     | Okada & Takara, 1958                                          | Japan                                   |
| Opisthotropis kuatunensis   | Pope, 1928                                                    | China                                   |
| Opisthotropis lateralis     | Boulenger, 1903                                               | Vietnam, China                          |
| Opisthotropis latouchii     | Boulenger, 1899                                               | China                                   |
| Opisthotropis laui          | Yang, Sung & Chan, 2013                                       | China                                   |
| Opisthotropis maculosa      | Stuart & Chuaynkern, 2007                                     | Thailand                                |
| Opisthotropis maxwelli      | Boulenger, 1914                                               | China                                   |
| Opisthotropis rugosa        | Lidth de Jeude, 1890                                          | Indonesië                               |
| Opisthotropis shenzhenensis | Wang, Guo, Liu, Lyu, Wang, Luo, Sun & Zhang, 2017             | China                                   |
| Opisthotropis spenceri      | Smith, 1918                                                   | Thailand                                |
| Opisthotropis tamdaoensis   | Ziegler, David & Vu, 2008                                     | Vietnam                                 |
| Opisthotropis typica        | Mocquard, 1890                                                | Filipijnen, Indonesië, Brunei, Maleisië |
| Opisthotropis voquyi        | Ziegler, David, Ziegler, Pham, Nguyen & Le, 2018              | Vietnam                                 |
| Opisthotropis zhaoermii     | Ren, Wang, Jiang, Guo & Li, 2017                              | China                                   |